# Placotrochides frustum
Placotrochides frustum är en korallart som beskrevs av Stephen D. Cairns 1979. Placotrochides frustum ingår i släktet Placotrochides och familjen Flabellidae. Inga underarter finns listade i Catalogue of Life.